# Madame Dugazon
Pour les articles homonymes, voir Dugazon et Lefebvre.
Louise-Rosalie Lefebvre, dite Madame Dugazon, est une comédienne, chanteuse et danseuse française née à Berlin le 18 juin 1755 et morte à Paris le 22 septembre 1821.

## Biographie
Fille du danseur et maître de ballet François-Jacques Lefebvre et sœur du violoniste Joseph Lefebvre, elle débute en 1769 à la Comédie-Italienne, alors installée à l'hôtel de Bourgogne, où elle ne tarde pas à être remarquée par Grétry et Mme Favart.
En 1776, devenue sociétaire de la compagnie, elle épouse l'acteur Jean-Henri Gourgaud, dit Dugazon. Malgré le mariage, elle entretient des relations avec d’autres hommes, d’abord discrètes, puis de façon plus ostentatoires. La relation avec Anne-Nicolas-Robert de Caze, conseiller et secrétaire du roi, rencontré lors d'une représentation au château de Torcy, est si tapageuse que le couple Dugazon se sépare, malgré la naissance d'un fils qui deviendra compositeur sous le nom de Gustave Dugazon (prix de Rome 1806). C’est néanmoins sous le nom de « Madame Dugazon » qu’elle poursuit sa carrière. 
Elle devient avec le ténor Clairval l'une des étoiles de la troupe, rebaptisée Opéra-Comique en 1780 à la suite d'un arrêté interdisant les comédies en italien et installée en 1783 salle Favart. Elle remporte notamment un immense succès en interprétant le rôle-titre dans Nina ou la Folle par amour de Nicolas Dalayrac (1786).
Royaliste alors que son ex-mari a épousé les idées révolutionnaires, elle n’a pas peur de montrer un soir de 1792 son attachement à Marie-Antoinette. Venant sur le devant de la scène, tournée vers la loge royale, elle chante l’air Ah ! Combien j’aime ma maîtresse. Elle doit par la suite se cacher quelque temps et ne réapparaît qu’en 1795. 
Avec l'âge, elle se tourne peu à peu vers les rôles de « mères », surtout après la fusion de l'Opéra-Comique avec la troupe du théâtre Feydeau en 1801. C'est là qu'elle fait ses adieux, le 29 février 1804, avec Le Calife de Bagdad de François-Adrien Boieldieu, en présence du Premier Consul Napoléon Bonaparte.
Aussi bonne cantatrice que comédienne, passant de l'opéra-comique à Marivaux, elle obtient un tel succès dans les rôles de soubrettes et d'amoureuses qu'on donne son nom à ces emplois et à une catégorie vocale : les dugazons, puis en référence à ses rôles plus tardifs, les « dugazons mères ».
On a conservé d'elle une lettre concernant sa « représentation de retraite » qui nous indique qu'elle s'arrête en 1804.
Il est possible qu'elle ait terminé sa vie comme épouse de Jean-Jacques Le Couteulx du Molay.
Elle est enterrée au cimetière du Père Lachaise (division 11).

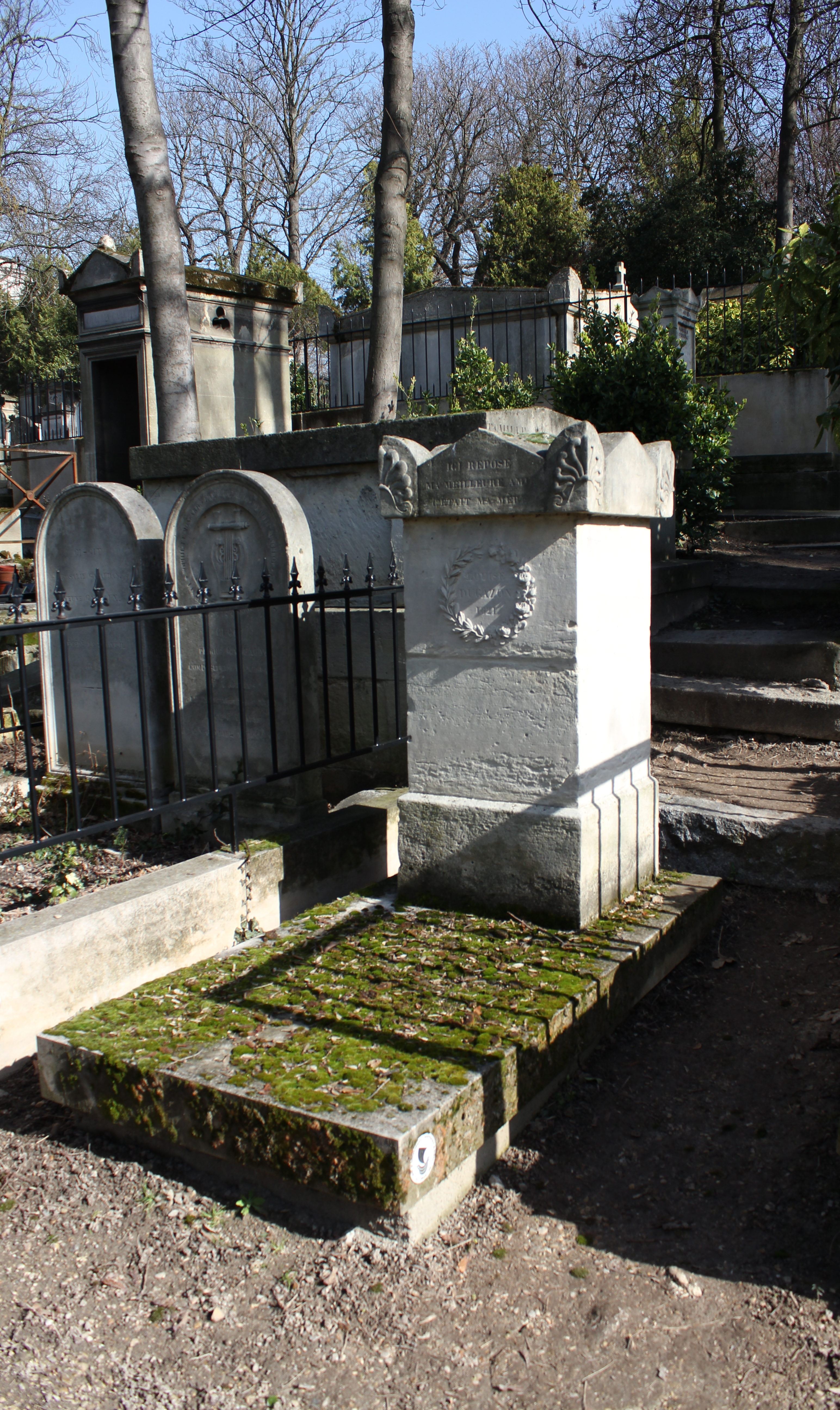
Tombe de Louise Dugazon (cimetière du Père Lachaise, division 11).

## Carrière

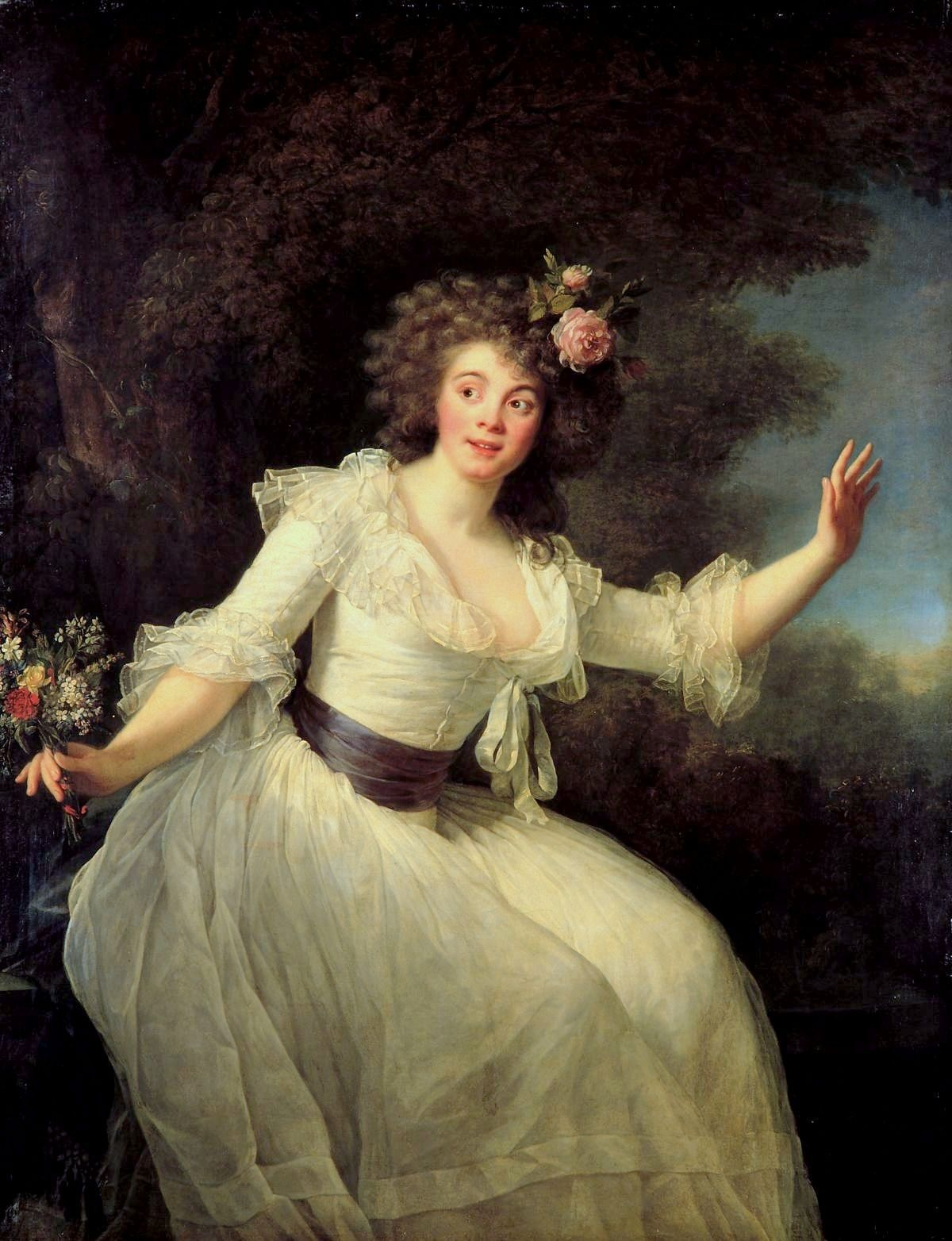
Madame Dugazon dans le Rôle de « Nina », 1787
par Élisabeth Vigée Le Brun
Collection privée.

## Galerie

Portraits
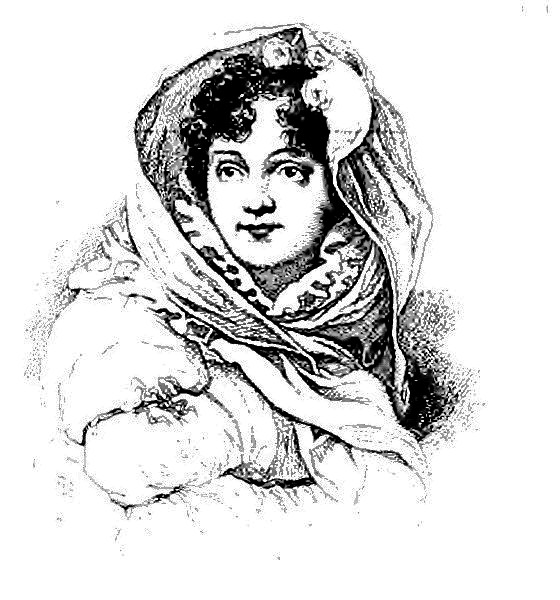
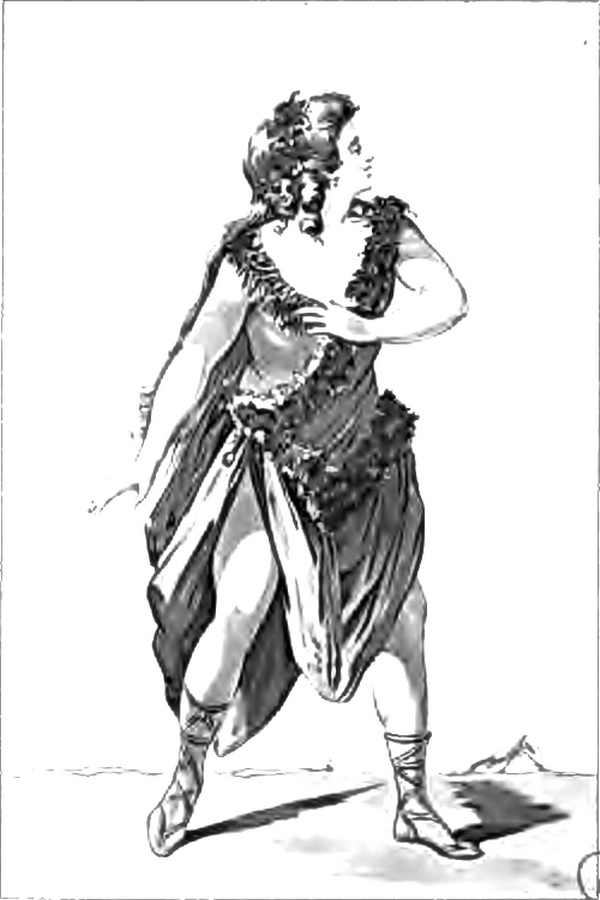
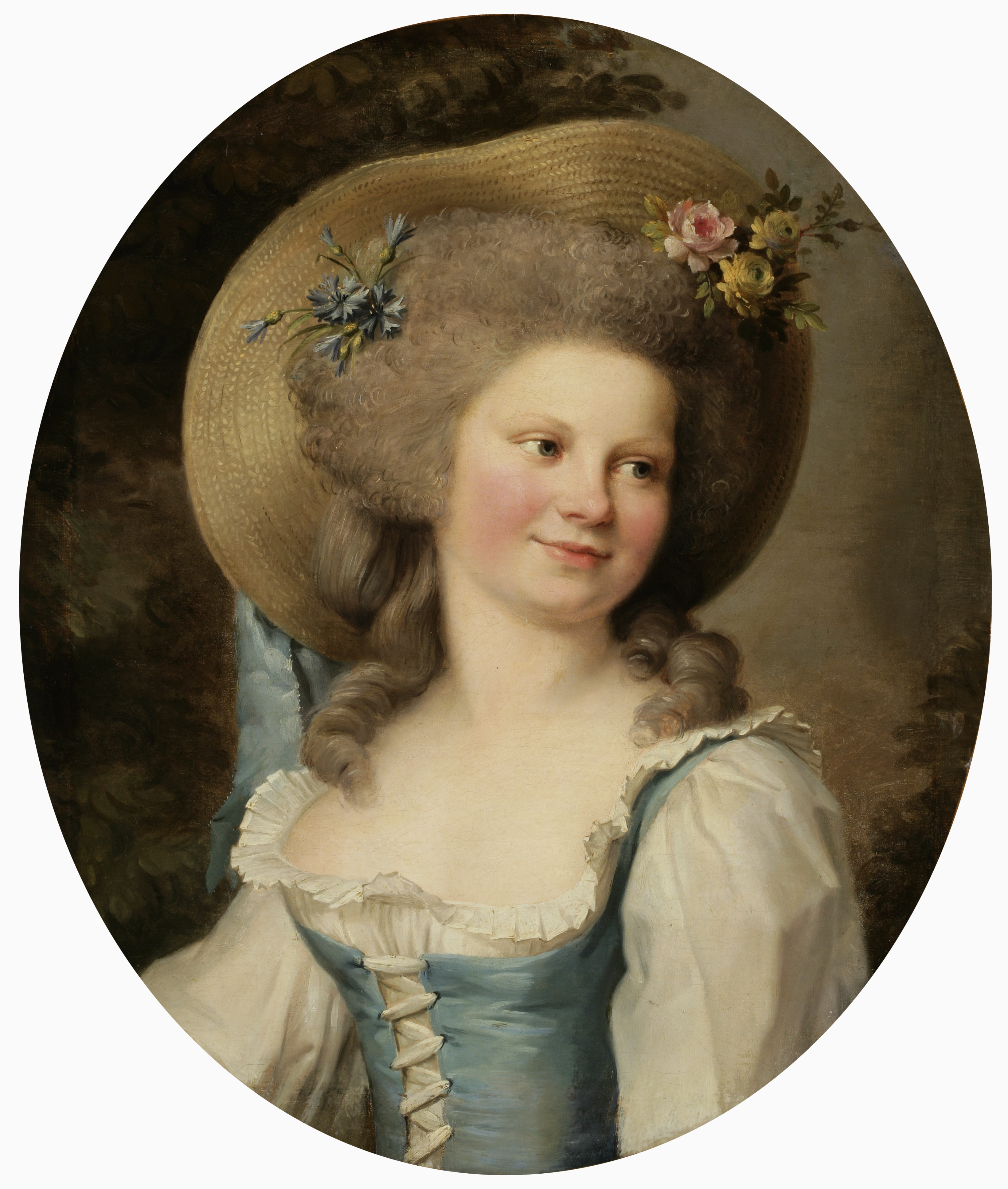
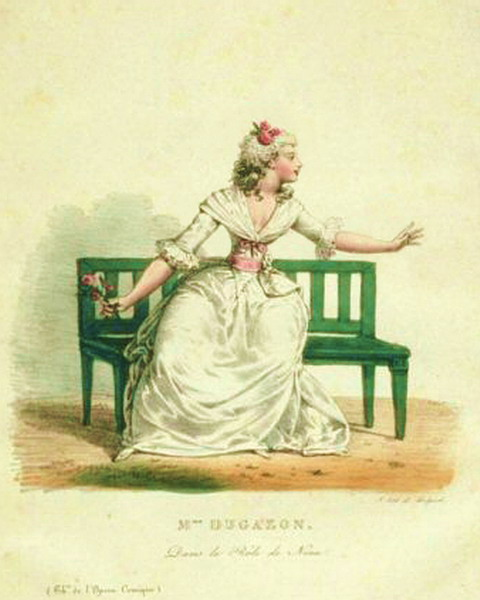
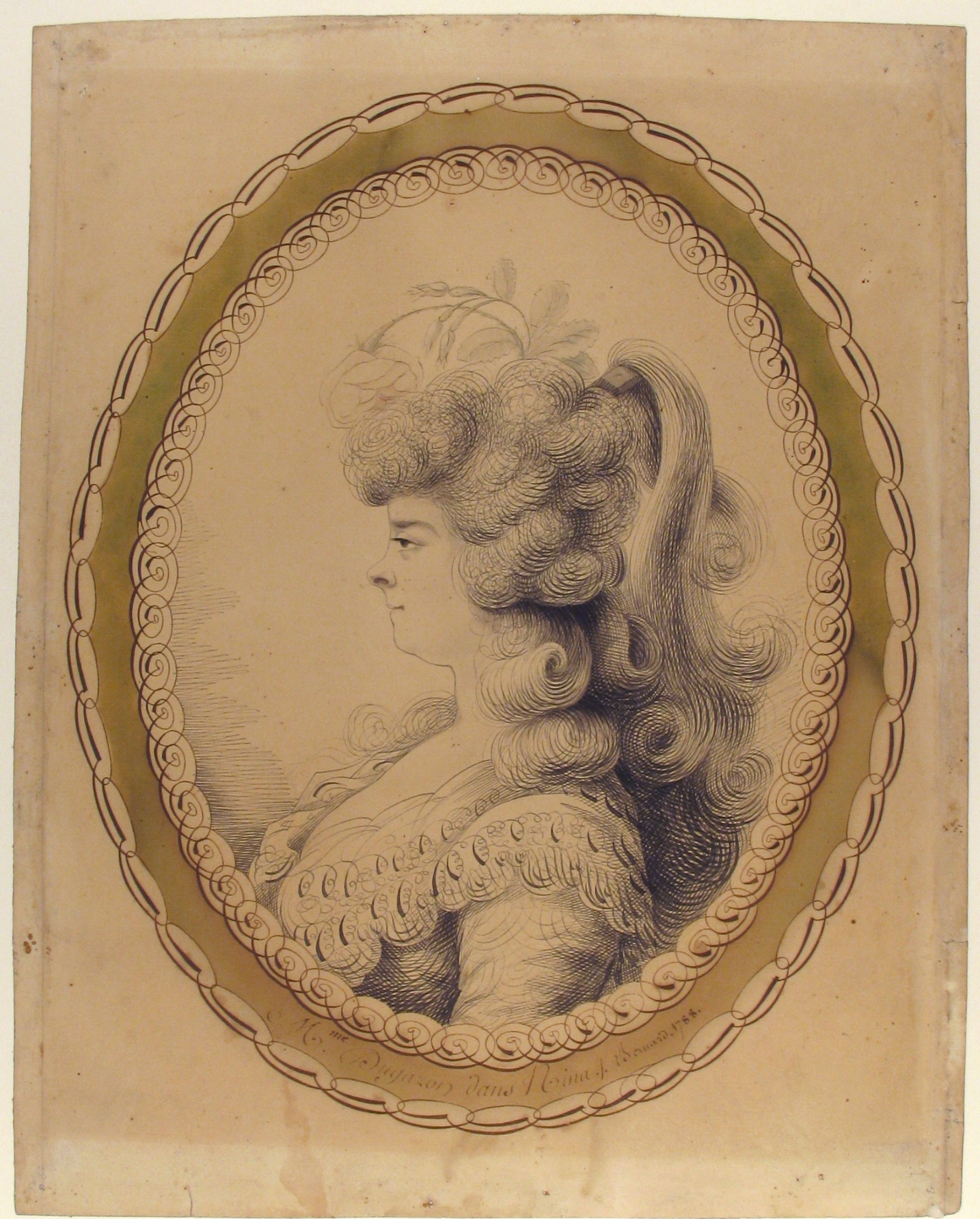
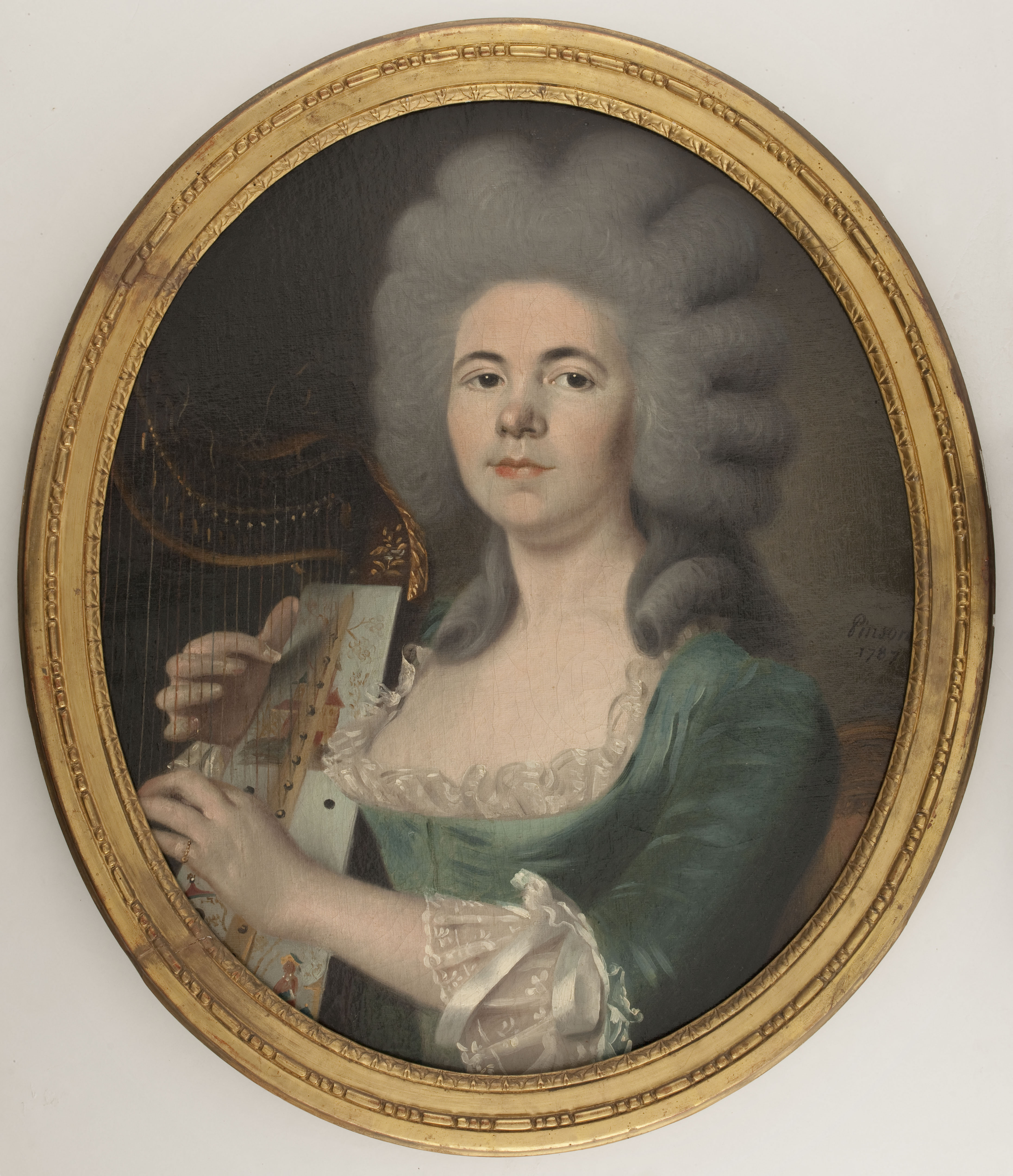
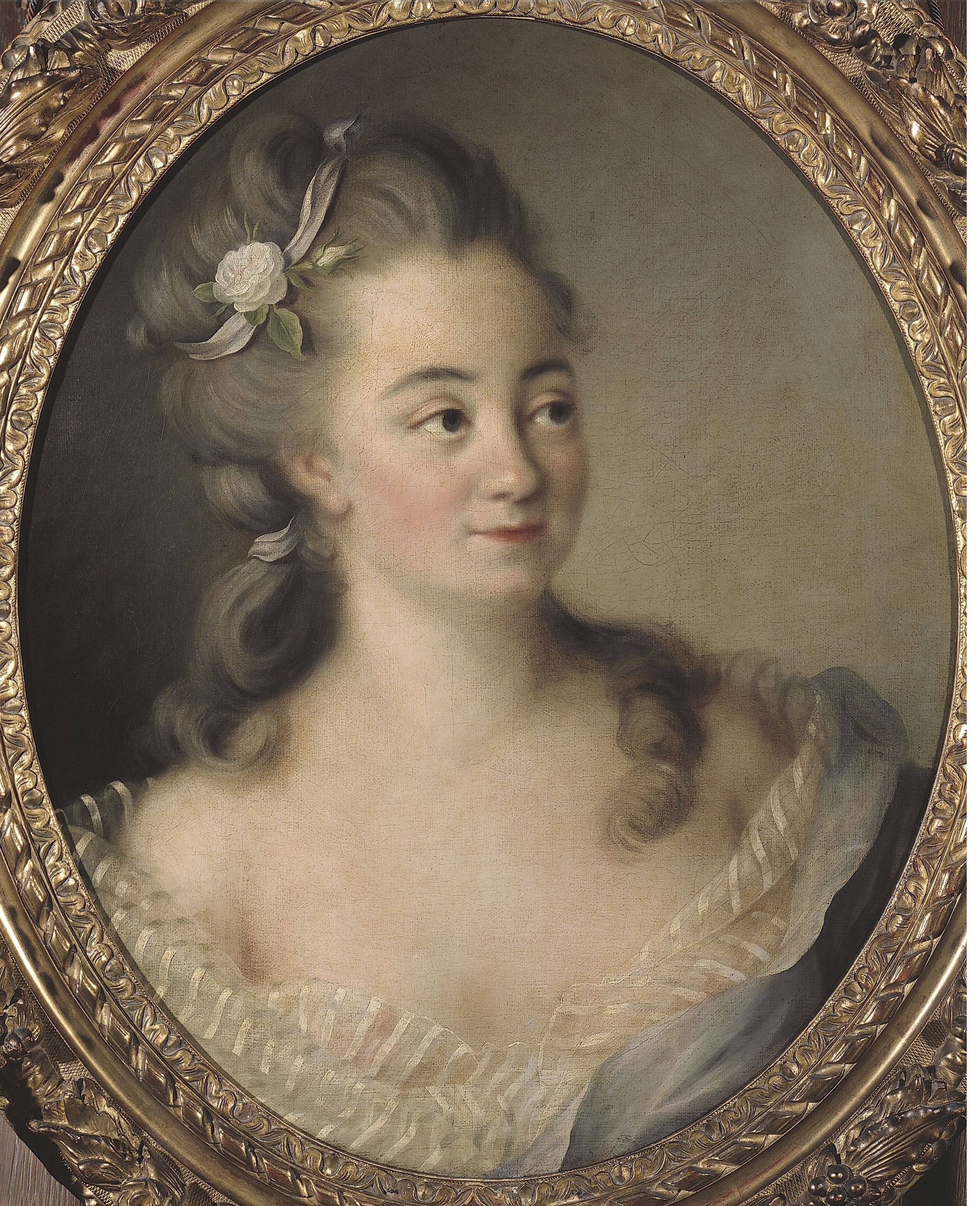
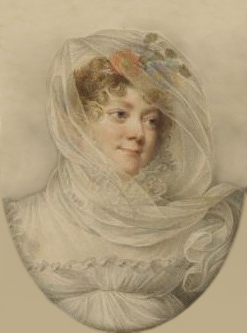
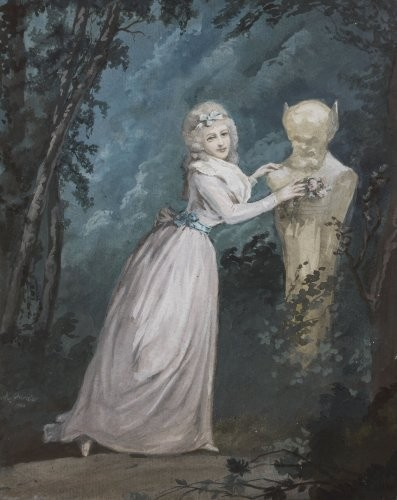
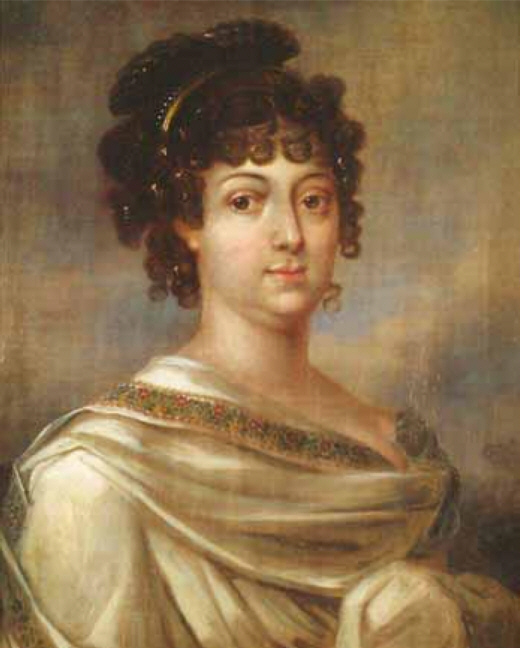
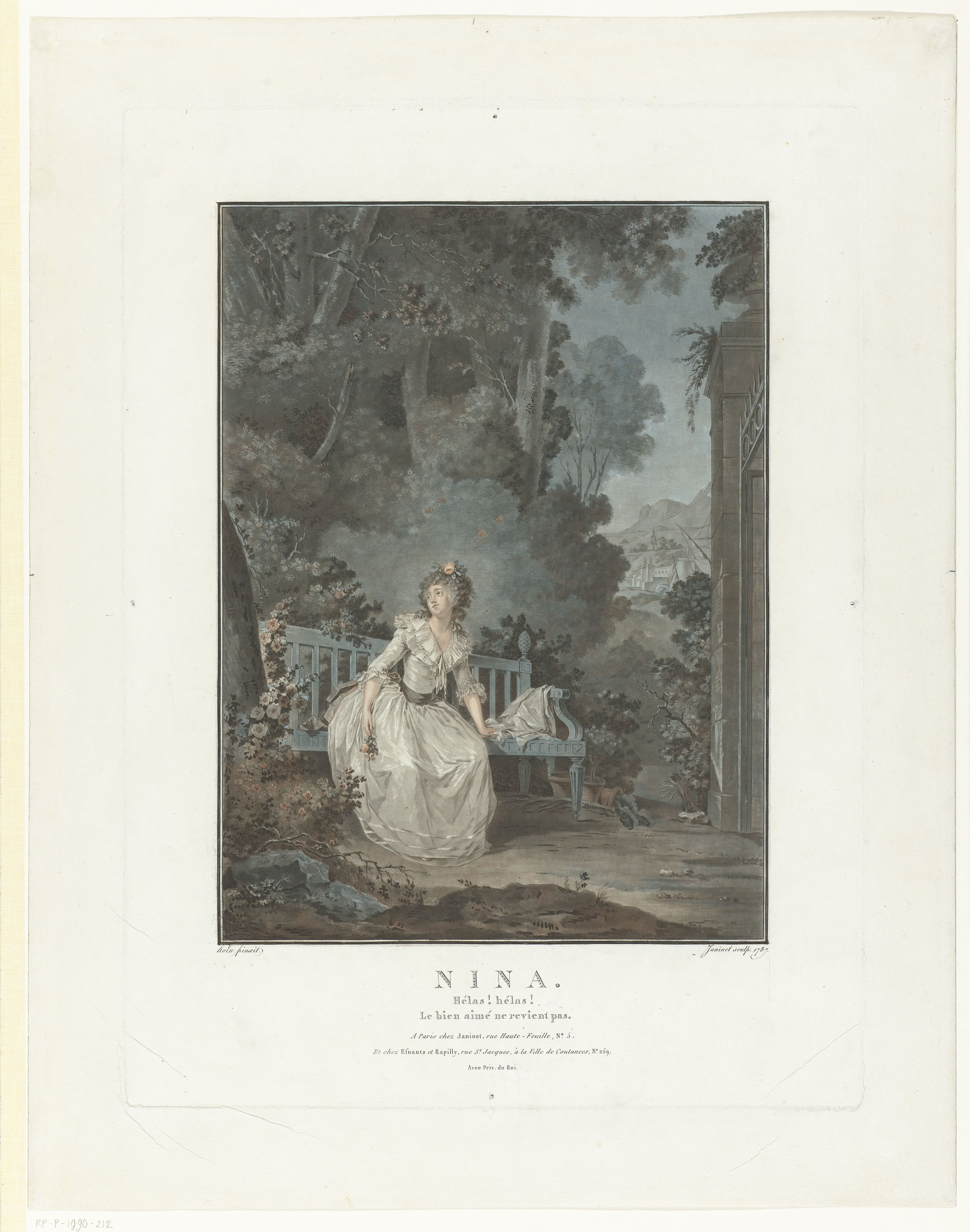
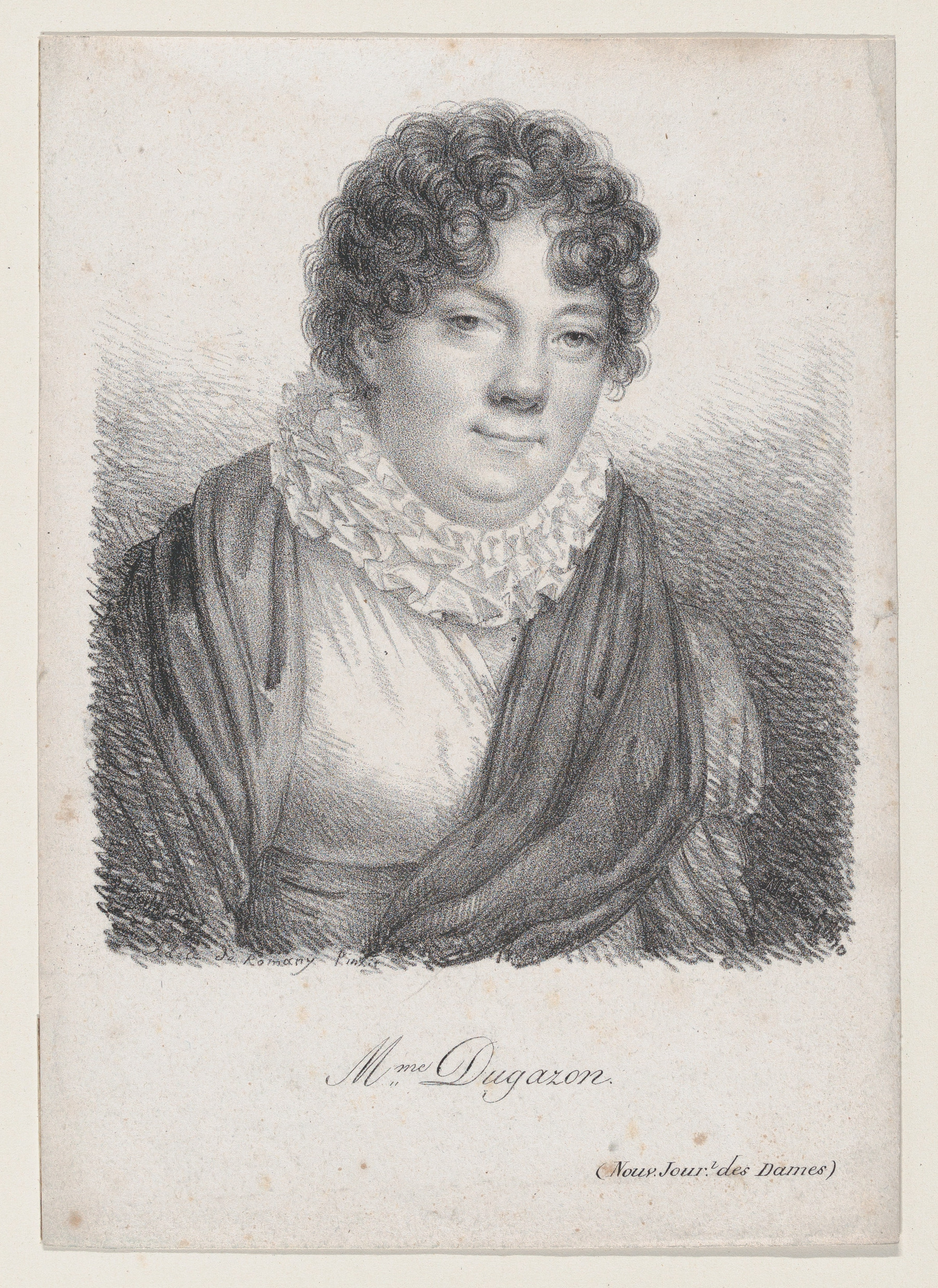
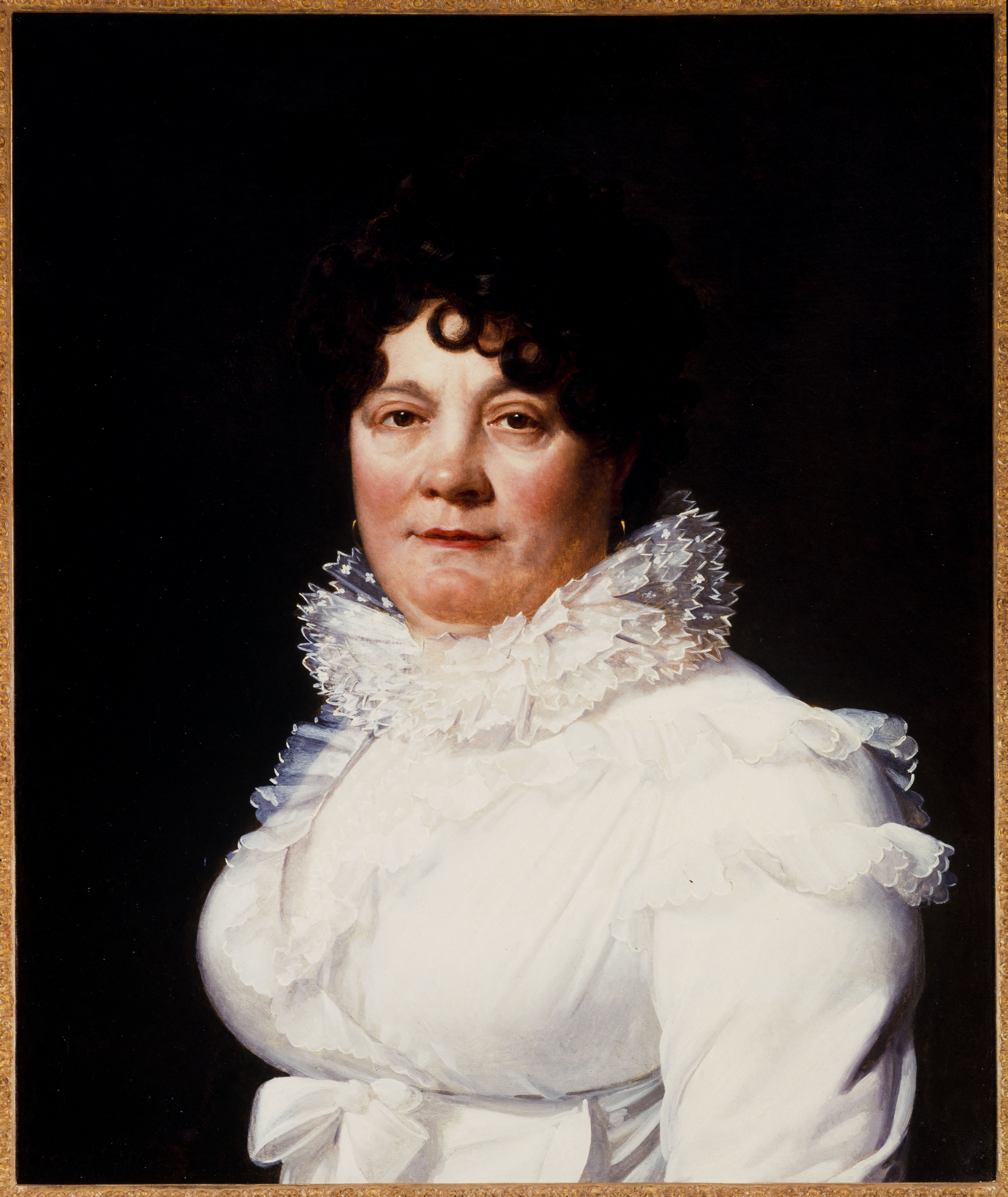